# فرحناز منافی ظاهر
فرحناز منافی‌ظاهر (زاده ۱ خرداد ۱۳۳۹ در اردبیل) بازیگر سینما و تلویزیون ایرانی است.
منافی ظاهر فوق دیپلم هنر از «دانش‌سرای هنر» دارد و فعالیتش را در سال ۱۳۴۸، با گویندگی در گروه کودک رادیو و بازی در نمایش‌های رادیویی آغاز کرده‌است. او از سال ۱۳۵۳ وارد تئاتر شد و اولین تئاتر او در جشنواره جشن فرهنگ و هنر، با نام «ترب» نوشته بیژن مفید بود. از سال ۱۳۵۷، وارد تلویزیون شد و در مجموعه‌های تلویزیونی چون امام علی به کارگردانی سید داود میرباقری، پدرسالار، این خانه دور است، روزگار قریب، روز حسرت و در چشم باد ایفای نقش کرده‌است. حسین محب‌اهری، بازیگر سینما و تلویزیون، همسر وی بود.

## گزیدهٔ آثار

### سینما
- ویلای موروثی (نیما هاشمی) (۱۴۰۳)
- فاش (حامد وقاری) (۱۳۹۹)
- مسخ در مسلخ (جواد دارایی) (۱۳۹۹)
- لعنتی خنده‌دار (بیژن شیرمرز) (۱۳۹۲)
- گهواره‌ای برای مادر (۱۳۹۱)
- اخلاقتو خوب کن (مسعود اطیابی) (۱۳۸۹)
- بیداری (فرزاد مؤتمن) (۱۳۸۸)
- چهره به چهره (علی ژکان) (۱۳۸۷)
- دیوار (محمدعلی طالبی) (۱۳۸۶)
- قصه دل‌ها (هوشنگ درویش‌پور)
- تسویه حساب (تهمینه میلانی) (۱۳۸۶)
- خوابگاه دختران (محمدحسین لطیفی) (۱۳۸۲)
- دختر شیرینی فروش (ایرج طهماسب) (۱۳۸۰)
- روزی که خواستگار آمد (فریال بهزاد) (۱۳۷۵)
- شریک زندگی (سیدعلی خوش‌نشین) (۱۳۷۴)
- عروس کاغذی (حجت‌الله سیفی) (۱۳۷۴)
- تحفه هند (محمدرضا زهتابی) (۱۳۷۳)
- هدف (بهرام کاظمی) (۱۳۷۳)
- راه افتخار (داریوش فرهنگ) (۱۳۷۳)
- همسر (مهدی فخیم‌زاده) (۱۳۷۲)
- روز فرشته (بهروز افخمی) (۱۳۷۲)
- راز چشمه سرخ (علی سجادی حسینی) (۱۳۷۱)
- پرواز در نهایت (محمدمهدی عسگرپور) (۱۳۷۰)
- سیرک بزرگ (اکبر خواجویی) (۱۳۷۰)
- مدرسه پیرمردها (علی سجادی حسینی) (۱۳۷۰)
- پرواز در نهایت (محمدمهدی عسگرپور) (۱۳۶۹)
- عروس (بهروز افخمی) (۱۳۶۹)

## تلویزیون
| سال  | مجموعه تلویزیونی    | کارگردان             | شبکه                        |
| ۱۳۶۶ | گلدان‌ها و آفتاب     | حسین پناهی           |                             |
| ۱۳۶۷ | شاخه طوبی           | مهدی علی احمدی       | شبکه ۱در چهار سری           |
| ۱۳۶۸ | هزار برگ و هزار رنگ | حسین فردرو           | شبکه ۲                      |
| ۱۳۶۹ | ق مثل قلقلک         | حسین محب‌اهری         | شبکه ۲گروه کودک و نوجوان    |
| ۱۳۷۰ | امام علی            | داوود میرباقری       | شبکه ۱پخش در سال ۱۳۷۵       |
| ۱۳۷۰ | این خانه دور است    | بیژن بیرنگمسعود رسام | شبکه ۲پخش در سال ۱۳۷۴       |
| ۱۳۷۱ | خاله سارا           | فرامرز باصری         | شبکه ۱                      |
| ۱۳۷۲ | پدرسالار            | اکبر خواجویی         | شبکه ۲                      |
| ۱۳۷۳ | خانه در آتش         | علی نقی لو           | شبکه ۱                      |
| ۱۳۷۴ | آرزوی پردردسر       | محمود جعفری          | شبکه ۲                      |
| ۱۳۷۴ | خانواده بامدادی     | فرزانه حیدرزاده      | شبکه ۲                      |
| ۱۳۷۵ | تنگنا               | علی عسگری            | شبکه ۱                      |
| ۱۳۷۵ | یحیی و گلابتون      | اصغر آبگون           | شبکه ۲                      |
| ۱۳۷۵ | قانون و زندگی       | حسین شکیبائی راد     | شبکه۲                       |
| ۱۳۷۵ | پنجمین شب           | سعید سلطانی          | شبکه ۱                      |
| ۱۳۷۵ | سیاه، سفید، خاکستری | سیامک شایقی          | شبکه ۲                      |
| ۱۳۷۵ | شمایل               | مهدی علی احمدی       | شبکه ۱                      |
| ۱۳۷۶ | طلیعه               | بهرام علیان          | شبکه ۱                      |
| ۱۳۷۷ | دوست                | عبدالرضا اکبری       | شبکه ۱                      |
| ۱۳۷۷ | باغ کوچک بی بی گل   | مهدی قاسمی           | شبکه ۱                      |
| ۱۳۷۸ | امشب چی؟            | بهراد خرازی          |                             |
| ۱۳۷۹ | دختران              | اصغر توسلی           | شبکه تهران                  |
| ۱۳۸۰ | این قافله عمر       | مهدی علی احمدی       |                             |
| ۱۳۸۰ | یادداشت‌های کودکی    | پریسا بخت آور        | شبکه تهرانپخش در ماه رمضان  |
| ۱۳۸۰ | عشق سال‌های جنگ      | علی بهادر            | شبکه ۳                      |
| ۱۳۸۰ | غزل غزل‌ها           | هوشنگ توکلی          | شبکه ۱                      |
| ۱۳۸۰ | دوران سرکشی         | کمال تبریزی          | شبکه تهران                  |
| ۱۳۸۱ | فرمان               | مسعود رشیدی          | شبکه ۲                      |
| ۱۳۸۱ | مشاور               | مسعود رشیدی          | شبکه ۱                      |
| ۱۳۸۱ | آینه عشق            | محمدتقی رنجبر        | شبکه ۱                      |
| ۱۳۸۱ | وصلتی دوباره        | حسین بلنده           | شبکه ۳                      |
| ۱۳۸۲ | مسافری از هند       | قاسم جعفری           | شبکه ۳۲۶ قسمت               |
| ۱۳۸۳ | رسم شیدایی          | اکبر خواجویی         | شبکه ۲                      |
| ۱۳۸۳ | نسیم وصل            | محسن شهابی           | شبکه ۱                      |
| ۱۳۸۶ | روزگار قریب         | کیانوش عیاری         | شبکه ۳                      |
| ۱۳۸۶ | خواستگاران          | گلاب آدینه           | شبکه ۱                      |
| ۱۳۸۶ | اغما                | سیروس مقدم           | شبکه ۱پخش در ماه رمضان      |
| ۱۳۸۶ | حلقه سبز            | ابراهیم حاتمی‌کیا     | شبکه ۳                      |
| ۱۳۸۷ | عملیات ۱۲۵(سری اول) | بهروز افخمی          | شبکه تهران                  |
| ۱۳۸۷ | روز حسرت            | سیروس مقدم           | شبکه ۱پخش در ماه رمضان      |
| ۱۳۸۸ | جستجوگران           | محمدعلی سجادی        | شبکه ۲                      |
| ۱۳۸۹ | ستاره باران         | بهمن زرین‌پور         | شبکه ۱                      |
| ۱۳۸۹ | عملیات ۱۲۵(سری دوم) | محمدرضا آهنج         | شبکه تهران                  |
| ۱۳۸۹ | موج و صخره          | مجید صالحی           | شبکه تهرانپخش در نوروز ۱۳۹۰ |
| ۱۳۹۰ | توطئه فامیلی        | رامبد جوان           | شبکه ۱                      |
| ۱۳۹۰ | تا ثریا             | سیروس مقدم           | شبکه ۱۳۰ قسمت               |
| ۱۳۹۰ | لبه آتش             | جواد افشار           | شبکه ۱                      |
| ۱۳۹۰ | ارمغان تاریکی       | جلیل سامان           | شبکه ۳                      |
| ۱۳۹۰ | تقدیر               | عبدالرضا فیروزان     | شبکه ۳                      |
| ۱۳۹۱ | کلاه پهلوی          | سید ضیاالدین دری     | شبکه ۱                      |
| ۱۳۹۱ | همه خانواده من      | داریوش فرهنگ         | شبکه ۳پخش در نوروز ۱۳۹۲     |
| ۱۳۹۱ | بال‌های خیس          | عباس رنجبر           | شبکه ۱پخش در سال ۱۳۹۲       |
| ۱۳۹۳ | همه چیز آنجاست      | شهرام شاه‌حسینی       | شبکه ۳                      |
| ۱۳۹۴ | ساعت صفر            | سعید سلطانی          | شبکه ۳پخش در شب‌های قدر      |
| ۱۳۹۹ | سرباز               | هادی مقدم دوست       | شبکه ۳                      |
| ۱۴۰۳ | بدل                 | علیرضا مسعودی        | شبکه سه پخش در رمضان ۱۴۰۳   |

## برنامه‌های زنده
- مسابقهٔ تلاش (۱۳۷۶)
- جمعه‌ها با شبکه دو